# Аквариум-25. История
«Аквариум-25. История» — концертный сборник группы «Аквариум». Записан на юбилейных концертах, посвященных 25-летию группы группы — 21 июня 1997 г. в Лужниках (сторона «М») и 25 июня 1997 г. в Юбилейном (сторона «П»).

## Участники записи
- Борис Гребенщиков — тексты, музыка, вокал, гитара
- Всеволод Гаккель — виолончель, бэк-вокал
- Евгений Губерман — ударные
- Михаил «Фан» Васильев — перкуссия
- Александр Ляпин — гитара
- Андрей «Дюша» Романов — флейта, клавишные, акустическая гитара, бэк-вокал
- Пётр Трощенков — ударные
- Александр «Фагот» Александров — фагот (только сторона П)
- Владимир Кудрявцев — бас-гитара
- Звукорежиссёр — Олег Гончаров
- Художник по свету — Марк Брикман
- Менеджмент — Стас Гагаринов
- Соорганизаторы концерта и концертный звук — компания «Сайленс Про»
- Звукорежиссёр записи — Егор Руденко
- Технический продюсер — Михаил Гольд

## Список композиций

### Сторона М
Автор всех песен — Борис Гребенщиков, кроме специально отмеченной.
1. Сентябрь[2] (4:08)
2. С той стороны зеркального стекла[2] (3:35)
3. Шары из хрусталя (1:58)
4. Рыба[2](2:45)
5. Стучаться в двери травы (3:10)
6. Сестра (4:32)
7. Горный хрусталь[2] (5:20)

### Сторона П
1. Минус тридцать[2] (6:41)
2. Железнодорожная вода (4:21)
3. Пустые места (5:36)
4. Блюз свиньи в ушах[2] (4:06) (Б. Гребенщиков — А. Гуницкий)
5. Она может двигать (4:30)